# 칠레비시온
칠레비시온(스페인어: Chilevisión)은 칠레의 텔레비전 채널이다.

## 프로그램 목록
- 칠레비시온 노티시아스(Chilevisión Noticias)
- 프리메르 플라노(Primer plano)
- SQP
- 라 후에사(La jueza)
- 라 마냐나 데 칠레비시온(La mañana de Chilevisión)
- 로 케 카야모스 라스 무헤레스(Lo que callamos las mujeres)
- 카소 세라도(Caso cerrado) : 텔레문도의 텔레비전 프로그램

## 로고

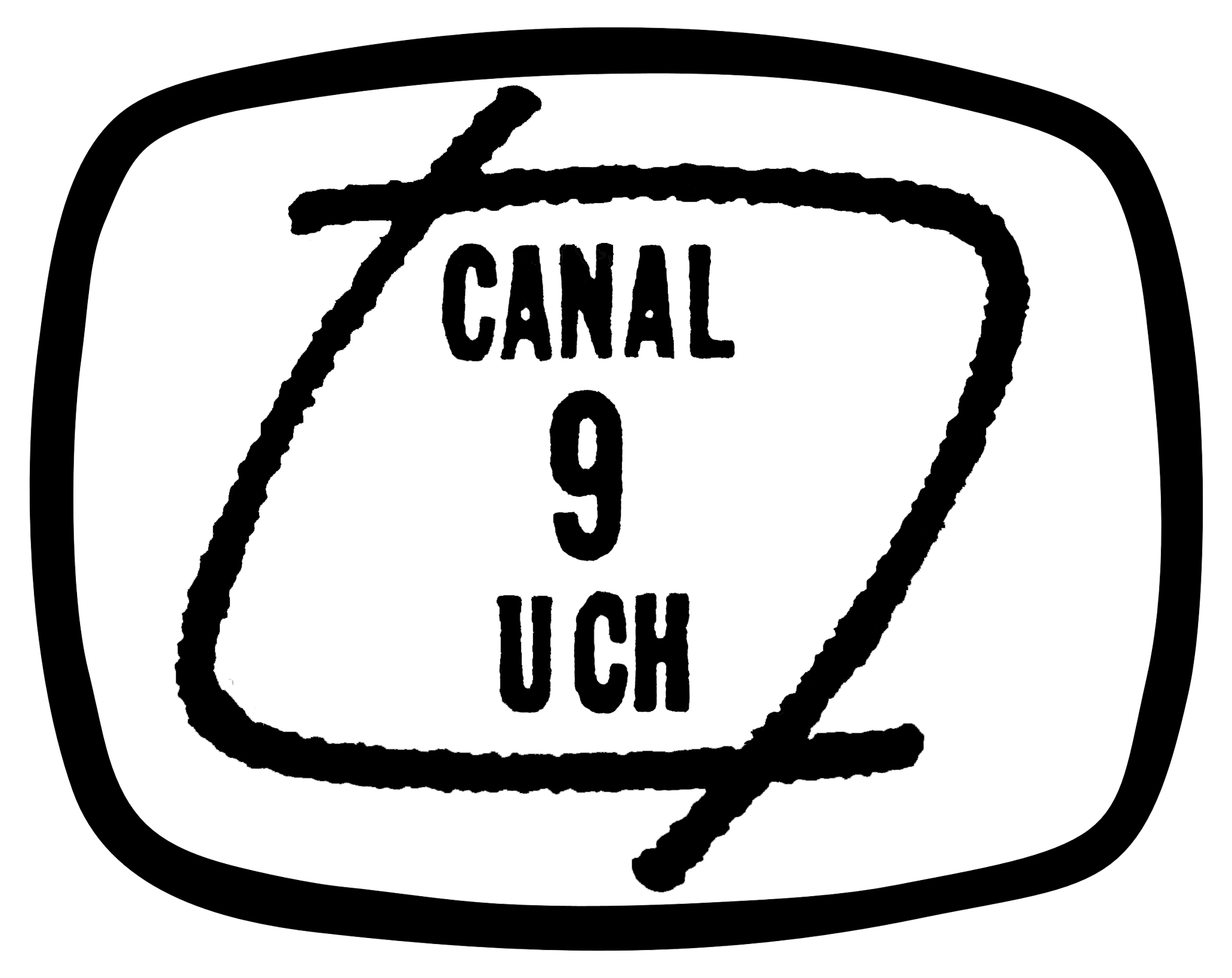
1962–1964
1964–1970
1970–1972
1972–1975
1975–1978
1978–1980
1980–1991
1991–1992
1992–1993
1993–1998
2006–2014
2015–2018
2018-현재